# Карпенисьотис
Карпенисьо́тис (греч. Καρπενησιώτης) — река в Греции. Берёт исток на северном склоне горы Кокалия (Κοκκάλια, 1720 м) и южных склонах гор Тимфристос (горы Велухи, 2315 м), у села Айос-Николаос. Течёт первоначально на север, затем сворачивает на запад и течёт южнее города Карпенисион. Затем сворачивает на юго-запад и течёт мимо сёл Клафсион, Мега-Хорион,  и Карица по долине между горами Хелидон (1975 м) на западе и Калиакуда (2100 м) на востоке. Сливается с рекой Крикелопотамос восточнее села Аспропиргос и образует реку Трикерьотис, которая впадает в водохранилище Кремаста на реке Ахелоос.

## История
Долина Карпенисьотиса является естественных проходом из Восточной Греции на равнину Этолии. Во время Греческой национально-освободительной революции 1821—1829 годов при реке произошло множество битв с турецкими войсками, направлявшимися к Месолонгиону, самой важной из которых стала битва при Карпениси в ночь на 9 (21) августа 1823 года, в которой был убит Маркос Боцарис.
В период деятельности Движения Сопротивления против оккупации Греции в ходе Второй мировой войны у Карпенисьотиса состоялась битва при Микрон-Хорионе между Народно-освободительной армией Греции (ЭЛАС) и итальянским полком, насчитывающим около 2000 солдат.